# 에른스트 빌리모프스키
에른스트 빌리모프스키(폴란드어: Ernst Wilimowski, 태어났을 때의 이름은 Ernst Otto Prandella, 1916년 6월 23일 ~ 1997년 8월 30일)는 폴란드의 전 축구 선수이다.
에른스트는 전쟁 전엔 폴란드의 루흐 호주프에서 뛰었으나 제2차 세계대전을 기점으로 독일로 건너가 독일의 클럽에서 활약하였다.
또한 전쟁 전엔 폴란드 축구 국가대표팀으로 22경기를 나와 21득점을 했으며, 1938년 FIFA 월드컵에도 참가하였다. 단, FIFA에 등재된 이름은 '에른스트(Ernst)'가 아닌 '에르네스트(Ernest)'로 되어있다. 그리고 전쟁 중엔 독일 축구 국가대표팀으로 8경기 13득점을 기록했다.